# 夜のフェリーボート
「夜のフェリーボート」（よるのフェリーボート）は、1976年6月1日に発売されたテレサ・テンの7枚目のシングル。ポリドール・レコード（現ユニバーサルミュージック）からLP盤（レコード品番：DR 6009）形式でリリースされた。。中国語のタイトルは「你在我心中」。
石川浩二がプロデューサー、武藤義がジャケット撮影を務めている。

## 収録曲
（全作詞：山上路夫、作曲：井上忠夫）
1. 夜のフェリーボート [3:16]
編曲：森岡賢一郎
2. 赤坂たそがれ [3:55]
編曲：小谷充

## カバー
夜のフェリーボート
- 由紀さおり（カバーアルバム『あなたと共に生きてゆく〜由紀さおり テレサ・テンを歌う〜』（2016年7月27日発売）に収録）[1]